# Sebastiaan Mattheus Sigismund de Ranitz (1833-1909)
Jhr. Sebastiaan Mattheus Sigismund de Ranitz (Groningen, 10 juli 1833 - 's-Gravenhage, 25 februari 1909) was een jurist en lid van de Tweede Kamer der Staten-Generaal.

## Familie
De Ranitz, lid van de familie De Ranitz, was een zoon van Herman de Ranitz (1794-1846), burgemeester van Groningen, en Maria Elisabeth Crommelin (1803-1887), kleindochter van president van de Hoge Raad der Nederlanden Anthoni Willem Philipse (1766-1845). Hij trouwde in 1862 met Anna Johanna Philipse (1840-1910), dochter van Johan Antoni Philipse (1800-1884), voorzitter van de Eerste Kamer, uit welk huwelijk zeven kinderen werden geboren. Een dochter trouwde met jhr. mr. Rhijnvis Feith (1868-1953), ook president van de Hoge Raad der Nederlanden.

## Loopbaan
De Ranitz studeerde rechten aan de universiteit van zijn geboortestad en promoveerde in 1858 op Over art. 68 der Grondwet, in verband met de geschiedenis van het Nederlandse staatsrecht beschouwd. Hij werd eerst advocaat te 's-Gravenhage en daarna ambtenaar en vervolgens (substituut)-Officier van Justitie. Van 1877 tot 1879 was hij president van de rechtbank te Zwolle, daarna weer OvJ en in 1888 en 1889 raadsheer bij het hof van Amsterdam. Hij werd per 10 mei 1890 benoemd tot raadsheer bij de Hoge Raad der Nederlanden hetgeen hij tot zijn overlijden zou blijven.

### Politieke functies
In de periode 1884 tot 1888 was hij voor Zutphen lid van de Tweede Kamer der Staten-Generaal waar hij vooral het woord voerde over justitiële zaken.

### Trivia
- Hij was sinds 17 oktober 1886 Ridder in de Orde van de Nederlandse Leeuw.
- Op 6 augustus 1906 werd hij bij Koninklijk Besluit verheven in de Nederlandse adel.

- Biografisch Portaal: 79248400
- International Standard Name Identifier: 0000 0003 9752 3379
- Nederlandse Thesaurus van Auteursnamen: 072582928
- Parlement.com: vg09ll5l7cy1
- Virtual International Authority File: 27448983
- WorldCat: E39PBJyGX8DGtH4WF8HBhC4KBP